# Courgeac
Courgeac település Franciaországban, Charente megyében. Lakosainak száma 170 fő (2022. január 1.). Courgeac Nonac, Saint-Martial és Montmoreau községekkel határos.

## Népesség
A település népessége az elmúlt években az alábbi módon változott:
| Lakosok száma | 249  | 205  | 175  | 194  | 209  | 208  | 189  | 179  | 174  | 170  |
|               | 1968 | 1982 | 1999 | 2006 | 2011 | 2015 | 2017 | 2018 | 2020 | 2022 |